# Stephen Keshi
Stephen Okechukwu Keshi (* 23. Januar 1962 in Lagos; † 8. Juni 2016 in Benin City) war ein nigerianischer Fußballspieler und  -trainer. Er gewann als zweiter Mann nach Mahmoud El-Gohary die Fußball-Afrikameisterschaft als Spieler (Kapitän) (1994) und als Trainer (2013). Er gehörte zur Ethnie der Igbo.

## Spielerkarriere
Von 1979 bis 1984 spielte Keshi in Nigeria bei den Vereinen ACB Lagos und New Nigerian Bank. Danach ging er in die Elfenbeinküste zu Stade d’Abidjan. Eine Saison später wechselte er zum Ligakonkurrenten Africa Sports National, mit dem er 1986 die ivorische Meisterschaft und den Pokal gewann. Danach ging Keshi nach Europa zum belgischen Verein SC Lokeren und wurde für die nächste Saison vom belgischen Rekordmeister RSC Anderlecht verpflichtet. Dort spielte er bis 1991 vier Jahre lang und gewann in dieser Zeit einmal die belgische Meisterschaft (1991) und zweimal den Pokal (1988 und 1989). Danach wechselte Keshi zum französischen Zweitligisten Racing Straßburg und schaffte mit dem Team 1992 den Aufstieg in die Ligue 1. Eine weitere Saison später ging er zurück nach Belgien zu Racing White Daring Molenbeek, dem heutigen FC Brüssel, um dort seine letzte Saison in Europa zu spielen.
1995 ging Keshi in die Vereinigten Staaten und heuerte bei CCV Hydra in der USL Second Division an. Nebenbei begann er hier mit seiner Trainerausbildung. Ein Jahr später wechselte er zu den Sacramento Scorpions und ein weiteres Jahr später nach Malaysia zu Perlis FA, ehe er seine aktive Laufbahn im Alter von 36 Jahren beendete.

## Nationalmannschaft
Stephen Keshi spielte von 1982 bis 1994 für die nigerianische Fußballnationalmannschaft. In dieser Zeit nahm er an fünf verschiedenen Afrikameisterschaften teil. Auch war er Mannschaftskapitän des nigerianischen Kaders bei der Fußball-Weltmeisterschaft 1994 in den Vereinigten Staaten.

## Trainerkarriere
Direkt nach dem Ende seiner Spielerkarriere wurde Keshi Co-Trainer der Nationalmannschaft. Im Jahre 2004 wurde er Cheftrainer der togoischen Nationalelf. Mit dem Team schaffte er die Qualifikation zur Fußball-Weltmeisterschaft 2006 in Deutschland, wurde aber noch vor der Weltmeisterschaft entlassen und durch Otto Pfister ersetzt. Togo schied bei der Fußball-Afrikameisterschaft 2006 ohne Punkte in der Vorrunde aus. Nach mehreren Streiks der togoischen Spieler wegen ausstehender Zahlungen ging auch Pfister und die Nationalmannschaft blieb bis Februar 2007 ohne Trainer, dann wurde Keshi vorübergehend erneut eingestellt.
Ab dem 2. April 2008 trainierte er die Nationalmannschaft von Mali. Nach dem Ausscheiden der malischen Nationalmannschaft nach der Vorrunde der Fußball-Afrikameisterschaft 2010 wurde er entlassen und durch Alain Giresse ersetzt.
Am 3. November 2011 wurde Keshi zum neuen Nationaltrainer der nigerianischen Nationalmannschaft ernannt und gewann mit ihr die Fußball-Afrikameisterschaft 2013. Während des Turniers hatte er dem nigerianischen Verband fehlendes Vertrauen in seine Arbeit vorgeworfen. Daher gab er nach dem Titelgewinn zunächst seinen Rücktritt bekannt, nahm diesen aber einen Tag später zurück. Bei der Fußball-Weltmeisterschaft 2014 schied er mit der Mannschaft nach einer 0:2-Niederlage im Achtelfinale gegen Frankreich aus. Noch am selben Tag trat er als Nationaltrainer zurück.

## Tod
Am 8. Juni 2016 verstarb Stephen Keshi an einem Herzinfarkt. Wenige Monate zuvor erlag seine Frau Nkem Kate Keshi im Dezember 2015 dem Brustkrebs. Beide hinterließen die drei gemeinsamen Kinder Stephanie Ifeyinwa, Femi Stephen und Jennifer.

## Titel
Als Spieler:
- Ivorischer Meister: 1986
- Ivorischer Pokalsieger: 1986
- Belgischer Pokalsieger: 1988 und 1989
- Belgischer Meister: 1991
- Fußball-Afrikameisterschaft: 1994

Als Trainer:
- Fußball-Afrikameisterschaft: 2013 (Nigerianische Fußballnationalmannschaft)[8][9]